# Dulzian

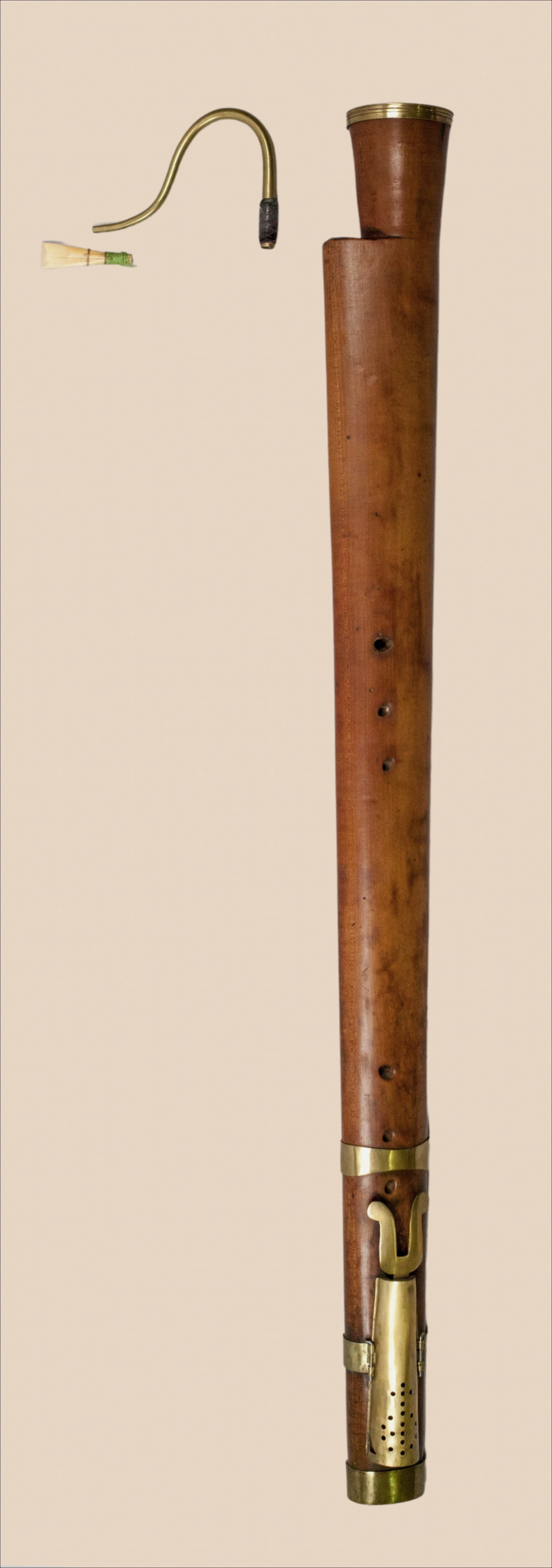
Dulzian

Dulzian, auch Dulcian oder Dolcian (von lateinisch dulcis „süß“), ein Vorläufer des Fagotts, ist ein Holzblasinstrument mit direkt angeblasenem Doppelrohrblatt und konischer Bohrung.

## Bezeichnungen
Michael Praetorius bezeichnet das Instrument im Syntagma musicum auch als Fagott.

„Fagotten und Dolcianen (Italis Fagotto & Dolcesouno) werden mehrentheils indifferenter also genennet.“

Friedrich Erhard Niedt schreibt 1710: „Dulcian: ein teutscher Fagott“.
Sébastien de Brossard beschreibt Dulcino als ein „Quart-Fagotto“ oder einen kleinen „Basson“.
Johann Gottfried Walther bezieht sich 1732 auf Brossard:

„Dulcino, Dulcin und Dolce suono (ital.) Dulcisonans (lat.) insgemein Dulciana und Dulcian genannt, ist ein Blas-Instrument oder kleiner Basson, welcher sonsten auch ein Quart-Fagott heisset, und mit den Französischen Taillen und Quint-Hautbois übereinkommt.“

## Bauform
Der Dulzian wurde in der ersten Hälfte des 16. Jahrhunderts entwickelt. Er hat mit der Schalmei die konische Bohrung und mit Sordunen und Kortholten die geknickte, parallele Bohrung gemeinsam. Wie viele andere Instrumente der Renaissance wurde der Dulzian in Familien vom Sopran bis zum Kontrabass gebaut. Die kleineren Instrumente der Familie bis zum Bass wurden dabei gewöhnlich aus einem Stück Holz gefertigt, größere dann aus zwei oder drei Teilen. Bei allen Dulzianen steckt das Rohrblatt auf einem S-Bogen aus Messing.
Michael Praetorius gibt für die Dulziane folgende Tonumfänge an: Chorist Fagott: C–d' (g'), Quart Fagott: GG–f (a), Quint Fagott: FF–b (d') Fagott piccolo: G–f' (g').

## Spielweise

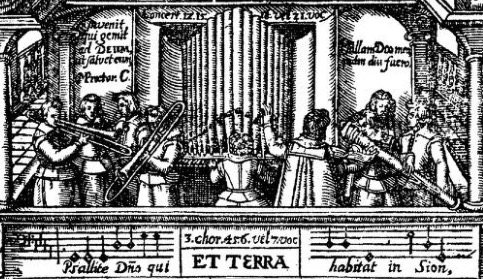
Kantorei mit Posaunen, Orgel und Dulzian

Michael Praetorius gibt im Syntagma musicum verschiedene Beispiele zur Instrumentation. Er empfiehlt den Einsatz des Dulzians zur Verstärkung der Basslinie im Generalbass:

„Ist diß auch sonderlich zu mercken/ Wenn 2. oder 3. Stimmen allein in den GeneralBaß/ denn der Organist/ oder Lauttenist für sich hat/ und daraus schlägt/ gesungen werden; Daß es sehr gut/ auch fast nötig sey/ denselben GeneralBaß mit einem BaßInstrument, als Fagott/Dolcian oder Posaun/ oder aber/ welchs zum allerbesten/ mit einer Baßgeigen/ dazu machen lest.“

Für einen Tiefchor gibt er ein Besetzungsbeispiel für ein reines Dulzianensemble („Fagotten Chor“). Für die Besetzung eines Blockflötenchores empfiehlt er, den Bass nicht mit einer Blockflöte, sondern mit einer Posaune oder mit einem „Fagott“ zu besetzen. In der Besetzung einer Motette von Orlando di Lasso beschreibt er ein fünfstimmiges Bläserensemble, bestehend aus zwei Blockflöten, zwei Posaunen und einem Fagott im Bass.
Komponisten von früher Sololiteratur sind u. a. Bartolomeo de Selma y Salaverde, Philipp Friedrich Böddecker und  Giulio Mussi. Im 17. Jahrhundert verloren die kleinen Dulzianformen an Bedeutung. Während das Barockfagott aus dem Dulzian entwickelt wurde, blieb daneben eine Zeit lang auch der Bassdulzian in Gebrauch. In Spanien bis ins späte 19. Jahrhundert verschiedene Größen des Dulzians (Bajón, Bajóncillo) in Gebrauch.

## Lehrwerke
- Daniel Speer: Vierfaches Musicalisches Kleeblatt. Verlag Georg Wilhelm Kühnen, 1697.
- Otto Steinkopf und Volker Kernbach:  Anleitung für das Musizieren auf Pommern, Dulcianen und Ranketten. Moeck, 1978.

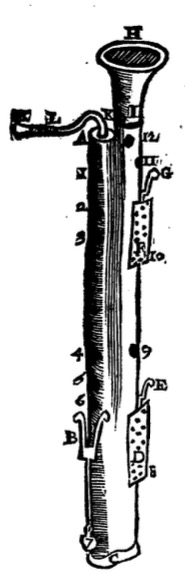
Fagot oder Basson bei Marin Mersennes Harmonie universelle (1637)
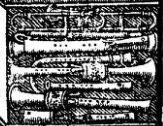
Blasinstrumente aus dem Syntagma musicum
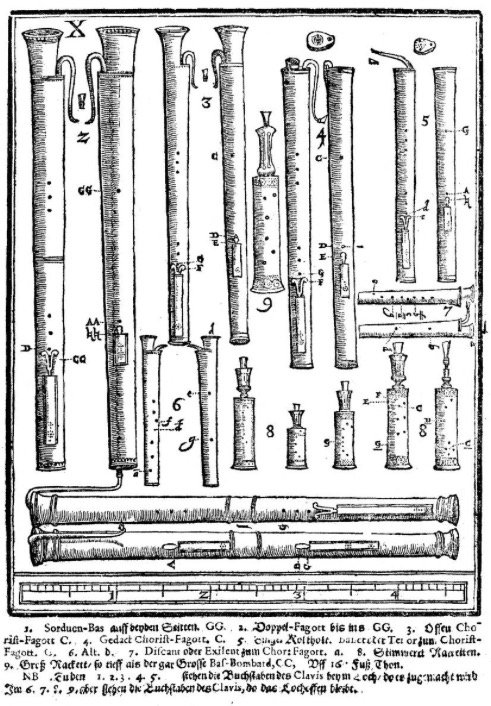
Tafel X mit Dulzianen aus dem Syntagma musicum
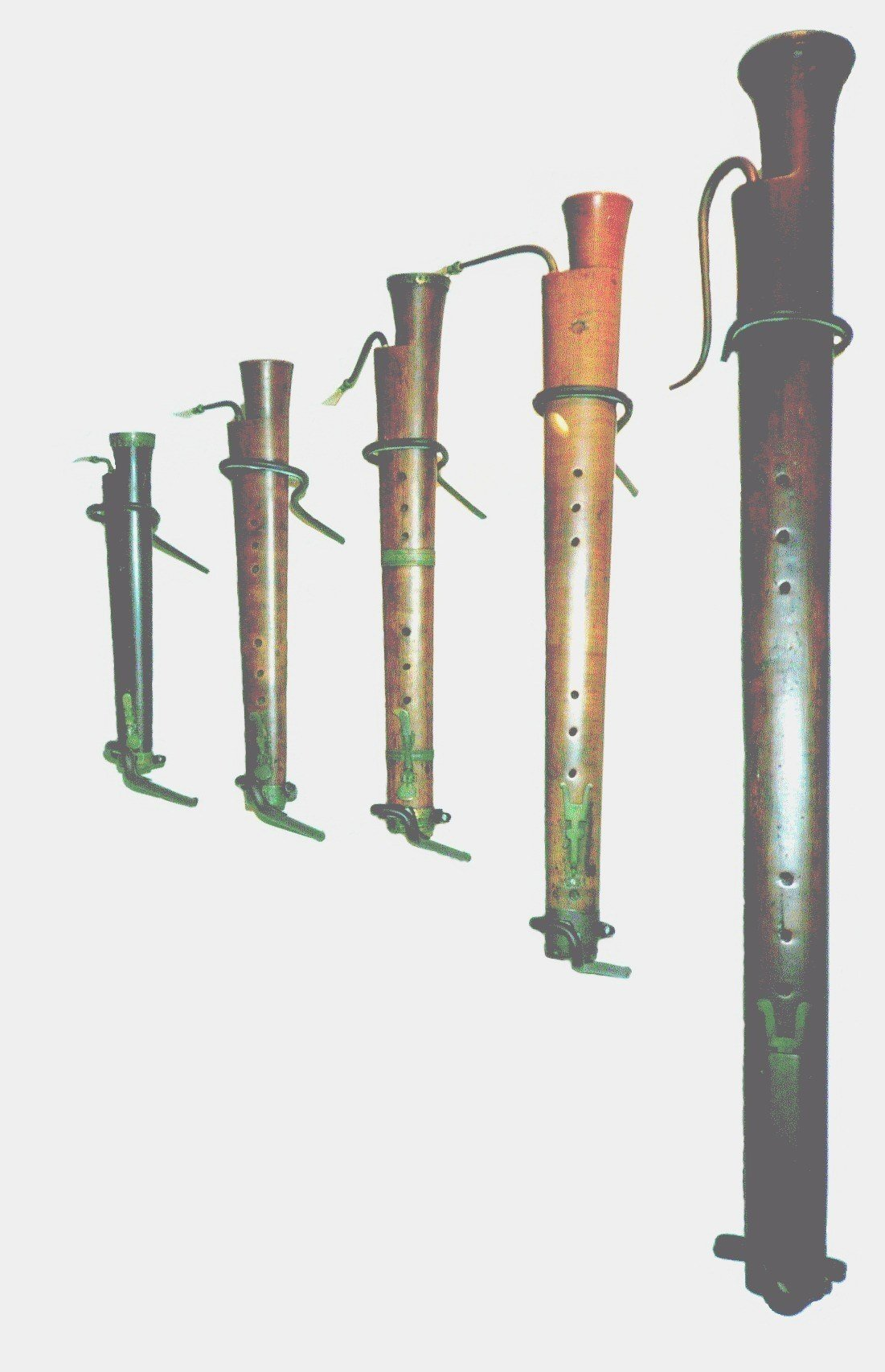
Dulziane aus der Brüsseler Sammlung
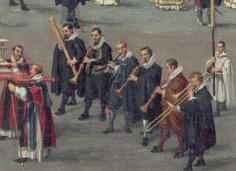
Prozession 1616 in Brüssel, Gemäldedetail von Denis van Alsloot, Bläser mit Dulzian